# Gingoog
Gingoog est une localité de la province du Misamis oriental, aux Philippines. En 2015, elle compte 124 648 habitants.